# Fuel (Lied)
Fuel (engl. für: „Benzin“) ist ein Lied der US-amerikanischen Metal-Band Metallica. Das Lied wurde als dritte Single aus dem siebten Studioalbum ReLoad ausgekoppelt und im Jahre 1999 für den Grammy in der Kategorie Best Hard Rock Performance nominiert.

## Entstehung und Inhalt
Fuel wurde von Kirk Hammett, James Hetfield und Lars Ulrich geschrieben. Bereits im Jahre 1995 nahm die Band eine Demoaufnahme des Liedes unter dem Titel Fuel for Fire auf, wobei sich der Text gegenüber dem veröffentlichten Lied unterscheidet. Eine Version mit dem ursprünglichen Text ist auf der DVD Cunning Stunts zu hören. In dem Lied Fuel geht es darum, dass viele Menschen das Verlangen haben, ihre Autos zu schnell zu fahren bzw. ihr Leben zu schnell zu leben.

## Live-Aufführungen
Erstmals wurde das Lied am 9. Februar 1997 in Chicago gespielt. Fuel gehört zu den regelmäßig gespielten Liedern bei Konzerten, wenngleich das Lied mit 551 Aufführungen (Stand: August 2024) nicht zu den meistgespielten Liedern der Band gehört. Als Sänger James Hetfield im Juli 2000 wegen einer Verletzung nicht auftreten konnte, übernahm der Bassist Jason Newsted den Gesang. Bei diesen Auftritten wirkte Kid Rock an den Turntables als Gastmusiker mit.

## Rezeption
Der britische Autor Joel McIver bezeichnete in seinem Buch Justice for All: Die Wahrheit über Metallica das Lied Fuel zwar als das Highlight des Albums ReLoad. Allerdings relativierte er diese Aussage mit der Anmerkung, dass „selbst die schlechtesten Songs auf den Alben Ride the Lightning und Master of Puppets um ein Vielfaches besser wären als Fuel“.
In einer vom Magazin Guitar World erstellten Liste der 100 besten Metallica-Lieder aller Zeiten belegte Fuel Platz 50. Im Jahre 1999 wurde das Lied für den Grammy in der Kategorie Best Hard Rock Performance nominiert. Der Preis ging jedoch an Jimmy Page und Robert Plant.

## Kommerzieller Erfolg

### Chartplatzierungen
Fuel erreichte Platz 31 der britischen Singlecharts. In Australien erreichte die Single Platz zwei, in Finnland Platz fünf und in Deutschland Platz 57.

### Auszeichnungen für Musikverkäufe
| Land/Region                  | Auszeichnungen für Musikverkäufe (Land/Region, Auszeichnung, Verkäufe) | Verkäufe |
| ---------------------------- | ---------------------------------------------------------------------- | -------- |
| Australien (ARIA)            | 2× Platin                                                              | 140.000  |
| Neuseeland (RMNZ)            | Gold                                                                   | 15.000   |
| Vereinigtes Königreich (BPI) | Silber                                                                 | 200.000  |
| Insgesamt                    | 1× Silber · 1× Gold · 2× Platin ·                                      | 355.000  |

Hauptartikel: Metallica/Auszeichnungen für Musikverkäufe

## Weitere Verwendung
Das Lied Fuel wurde für die Videospiele Hot Wheels Turbo und Test Drive Off-Road Wide Open verwendet. Das Eishockeyteam der Philadelphia Flyers spielte Fuel Ende der 1990er Jahre bei ihren Heimspielen kurz vor Spielbeginn. Außerdem war das Lied bei Fernsehübertragungen der NASCAR-Serie zu hören. Im Jahre 2003 coverte Avril Lavigne das Lied im Rahmen der MTV-Sendung MTV Icon. Für James Hetfield sei „es seltsam gewesen, das Lied von einer Frau gesungen zu hören“.